# Солтановский сельсовет
Солтановский сельсовет (белор. Салтаноўскі сельсавет; до 2008 года — Демеховский) — административная единица на территории Речицкого района Гомельской области Республики Беларусь. Административный центр — агрогородок Солтаново.

## Состав
Солтановский сельсовет включает 10 населённых пунктов:
- Антополь — деревня.
- Будка-Шибенка — деревня.
- Демехи — деревня.
- Деражня — деревня.
- Днеприк — посёлок.
- Козье — деревня.
- Новокрасное — деревня.
- Солтаново — агрогородок.
- Старокрасное — деревня.
- Чирвоная Кветка — деревня.